# Камберленд (округ, Теннесси)
Округ Камберленд (англ. Cumberland County) располагается в США, в штате Теннесси. По состоянию на 2010 год, численность населения составляла 56 053 человека. Был основан 16 января 1855 года, приобрел своё название от Кумберлендских гор.

## География
По данным Бюро переписи США, общая площадь округа равняется 1774 км², из которых 1765 км² — суша, и 9 км², или 0,6 % — это водоёмы.

## Население
По данным переписи населения 2000 года в округе проживает 46 802 жителя в составе 19 508 домашних хозяйств и 14 513 семей. Плотность населения составляет 27,00 человек на км2. На территории округа насчитывается 22 442 жилых строения, при плотности застройки около 13-ти строений на км2. Расовый состав населения: белые — 98,11 %, афроамериканцы — 0,13 %, коренные американцы (индейцы) — 0,25 %, азиаты — 0,24 %, гавайцы — 0,03 %, представители других рас — 0,45 %, представители двух или более рас — 0,79 %. Испаноязычные составляли 1,23 % населения независимо от расы.
В составе 26,60 % из общего числа домашних хозяйств проживают дети в возрасте до 18 лет, 61,80 % домашних хозяйств представляют собой супружеские пары, проживающие вместе, 9,60 % домашних хозяйств представляют собой одиноких женщин без супруга, 25,60 % домашних хозяйств не имеют отношения к семьям, 22,40 % домашних хозяйств состоят из одного человека, 10,20 % домашних хозяйств состоят из престарелых (65 лет и старше), проживающих в одиночестве. Средний размер домашнего хозяйства составляет 2,37 человека, и средний размер семьи — 2,74 человека.
Возрастной состав округа: 21,40 % — моложе 18 лет, 6,70 % — от 18 до 24, 25,10 % — от 25 до 44, 26,30 % — от 45 до 64, и 26,30 % — от 65 и старше. Средний возраст жителя округа — 42 года. На каждые 100 женщин приходится 94,40 мужчин. На каждые 100 женщин старше 18 лет приходится 91,60 мужчин.
Средний доход на домохозяйство в округе составлял 30 901 USD, на семью — 35 928 USD. Среднестатистический заработок мужчины был 26 559 USD против 20 644 USD для женщины. Доход на душу населения составлял 16 808 USD. Около 11,10 % семей и 14,70 % общего населения находились ниже черты бедности, в том числе — 21,80 % молодежи (тех, кому ещё не исполнилось 18 лет) и 9,30 % тех, кому было уже больше 65 лет.